# Mezinárodní letiště Indiry Gándhíové

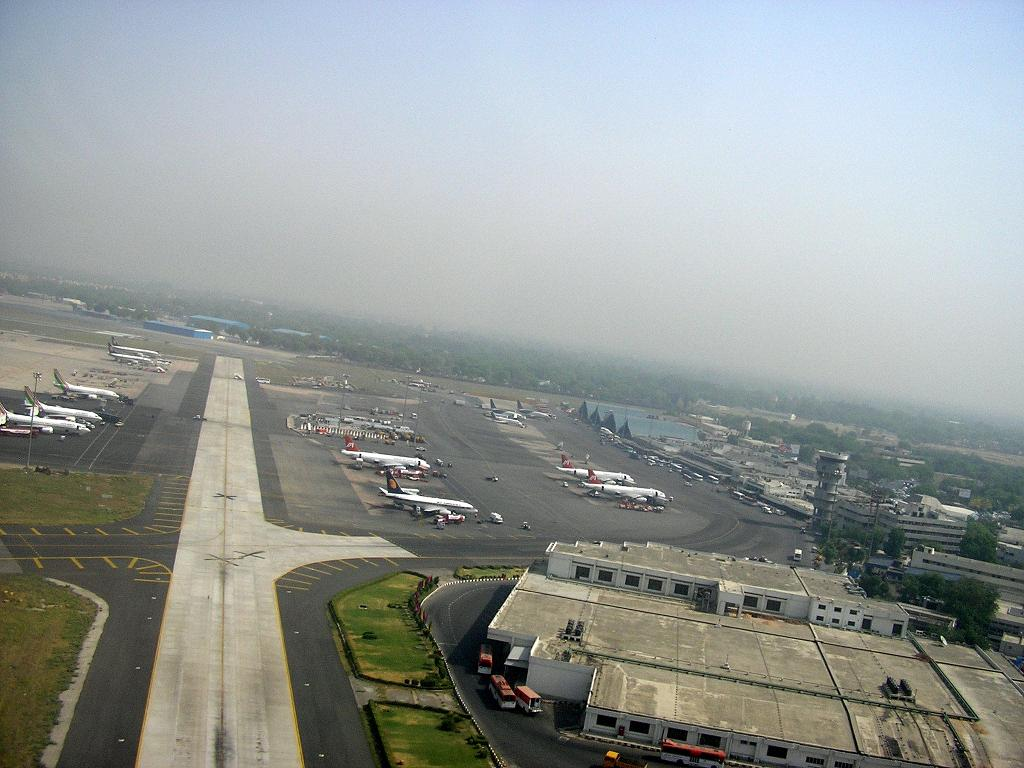
Pohled na terminály 1A a 1B

Mezinárodní letiště Indiry Gándhíové (IATA: DEL, ICAO: VIDP, anglicky Indira Gandhi International Airport, hindsky इन्दिरा गाँधी अंतर्राष्ट्रीय हवाई अड्डा) je významné letiště v indickém Dillí. Jmenuje se po Indiře Gándhíové, dlouholeté premiérce Indie. Jedná se o 12. nejrušnější letiště na světe a nejrušnější letiště v jižní Asii dle přepravy cestujících, kde společně s letištěm Čhatrapatího Šivádžího v Bombaji obstarává víc než polovinu provozu. Ročně odbaví asi 70 milionů cestujících.
V roce 2007 letiště odbavilo 23 milionů cestujících a je plánováno jeho další rozšiřování, aby v roce 2030 mohlo ročně odbavit až 100 miliónů cestujících. V roce 2010 byl dokončen terminál 3, který má sám o sobě kapacitu 33 miliónů cestujících ročně a je to třetí největší terminál na světě. Letadlům jsou k dispozici tři vzletové a přistávací dráhy.